# 三菱ドライビングポップス
『三菱ドライビングポップス』（みつびしドライビングポップス）は、1970年10月から1996年3月まで、TBSラジオをはじめJRN系列各局で平日夕方・日曜午後に放送されていたラジオ番組である。三菱自動車一社提供。

## 概要
TBSラジオをキー局にJRN系列局で平日に放送されていた10分間のミニ番組。1972年3月の時点では午後1時台に放送されていたが、1974年4月の時点で夕方に移行している。
1977年4月からは日曜日に30分間の番組としても放送され、TBSラジオをキー局にCBCラジオ・ABCラジオでネット放送されていた（開始当初は15:00 - 15:30→末期には16:00 - 16:30、1993年9月をもって終了）。後継番組は『三菱RVクルージング〜どこかへ行こうよ』（1997年3月に終了）。
公開録音が年に数回あり、TBSホールや田町駅前の三菱自動車のショールームなどで行われたこともある。

## パーソナリティ
- 1970年10月 小林啓子：三菱ドライビングポップス〜啓子と歌おう〜
- 1973年 芹洋子：三菱ドライビングポップス〜洋子と歌おう〜
- 1975年 伊藤咲子：三菱ドライビングポップス〜咲子と歌おう〜
- 1978年 渡辺真知子：三菱ドライビングポップス〜真知子と歌おう〜
- 1982年 中原理恵：三菱ドライビングポップス〜理恵と歌おう〜
- 1986年 河合奈保子：三菱ドライビングポップス〜奈保子のときめきトワイライト〜
- 1990年 森川由加里：三菱ドライビングポップス〜由加里のディア・フレンズ〜
- 1993年 中嶋朋子：三菱ドライビングポップス〜中嶋朋子 ちょっと浪漫彩（ロマンいろ）〜[1]
- 1995年4月 中嶋朋子：三菱ドライビングポップス〜中嶋朋子 素顔のままで〜
  - ほかのパーソナリティがフリートーク・音楽をかけるディスクジョッキースタイルのものだったのに対し、月曜日から木曜日は主としてショートドラマをベースにしたものが放送されており、指向がほかのパーソナリティの番組とは異なっていた。
- 1995年10月 室井滋：三菱ドライビングポップス〜室井滋 空に向かって〜
  - 1996年3月末に三菱自動車が提供枠を「BEAT NAVIGATION」移行に伴う、スポンサーから撤退し、PT番組（特定協賛社無し）となったため、タイトルがスポンサー名の付かない「室井滋 空に向かって」に変更となり、1997年3月まで放送された。

## 備考

### 各地のネット状況
- 地方局では、「弦さんのサラリーマン情報[2]」（1977年4月 - 1982年3月）→「ホンダ・イブニングダイアリー」（1982年4月 - 1992年9月）→「三共ほっとインフォメーション[3]」（1992年10月 - 1999年3月）とワンセットで（主に18:00から）放送されるケースが多かった。
  - このうち、名古屋のCBCラジオも18:00からの放送だったが、当時は通常18:15放送開始だった『CBCラジオナイター』において、後楽園球場（1988年から東京ドーム）からの巨人対中日戦など18:00試合開始の中日ビジターゲームがあった場合ナイター中継の放送開始も18:00（新聞等の番組表上）に変更していたため、本番組はその試合終了後に放送されていた。ただし、18時の時報（スジャータ）直後に、CBCの女性アナウンサーによる「『三菱ドライビングポップス・（パーソナリティ名）と歌おう』は、ナイター中継の終了後にお送り致します。ご了承下さい」という告知があり、約2分間三菱自動車のCMのみを集中的に流した後、18:02くらいからナイター本編に入っていた。
- 平日の地方局の放送ではエンディングの提供読みの前に各放送エリア内の三菱自動車販売会社の名前が紹介された。

### その他
- TBSラジオのみ1991年ごろまで日曜版において、16:15ごろに交通情報が内包されていた（ABC・CBCでは音楽のみ）。
- 伊藤咲子がパーソナリティを務めていた頃の日曜版には『サッコと幸之助の気まぐれおもちゃ箱』というコーナーがあり、Alfee（現在：THE ALFEE）の坂崎幸之助がコーナーレギュラーとして出演していた。
- 「中嶋朋子 素顔のままで」のドラマでは、相手役として声優の森川智之が出演していた。
- 「室井滋 空に向かって」放送中の1996年3月末に三菱自動車がスポンサーから撤退したが[4]、番組はその後もしばらく続けられた。また番組は、TBSラジオ以外では1996年10月に『中村雅俊マイ・ホームページ』に切り替えられたが、TBSラジオでは1996年のナイターオフ期間も同時間に放送されていた（『中村雅俊マイ・ホームページ』は、18時からの1時間番組『デイ・キャッチ!S』の枠内で放送されていた）。また、山陽放送・IBC岩手放送でも実質的な番組の終了にあたる2007年3月まで放送された。
- TBSラジオの枠内で流れていた三菱自動車のCMは平日・日曜日とも当時のギャラン店で扱っていた専売車種（ギャラン・ランサー・ミニカ等）のみで、カープラザ店で扱っていた専売車種（ミラージュ・エテルナ等）は流れていなかったが、当時のギャラン店とカープラザ店で扱っていた併売車種（ディアマンテ・シャリオ・デリカシリーズ等）は流れていた。